# Pierre Hohenberg
Pierre Claude Hohenberg (* 3. Oktober 1934 in Neuilly-sur-Seine, Frankreich; † 15. Dezember 2017) war ein US-amerikanischer theoretischer Physiker, der vor allem im Bereich der statistischen Mechanik arbeitete.

## Werdegang
Pierre Hohenberg studierte in Harvard, wo er 1956 seinen Bachelor und (nach einem Aufenthalt 1956/57 an der École normale supérieure) 1958 seinen Master-Abschluss machte und 1962 promovierte. Danach war er 1962/3 am Institut für physikalische Probleme in Moskau und an der École normale supérieure in Paris. 1964 bis 1995 war er bei den Bell Laboratories in Murray Hill, 1985 bis 1989 dort Leiter der Abteilung für Theoretische Physik und 1989 bis 1995 Distinguished Member of Technical Staff. 
Gleichzeitig war er 1974 bis 1977 Professor für theoretische Physik an der TU München, wo er schon 1972/3 Gastprofessor war. Hohenberg war außerdem 1983/4 und 1988 nochmals Gastprofessor in Paris und 1990/1991 als Lorentz-Professor in Leiden. Von 1995 bis 2003 war er Deputy Provost of Science and Technology an der Yale University und dort dann bis 2004 Eugene Higgins Adjunct Professor of Physics and Applied Physics. 2004 ging er als Senior Vice Provost of Research an die New York University und ab 2009 war er dort Professor und Senior Vice Provost for Academic Policies.
Pierre C. Hohenberg war auch politisch aktiv: 1983 war er Vorsitzender des Komitees der APS für die Freiheit von Wissenschaftlern und 1992/3 in einem APS-Komitee zur Unterstützung von Wissenschaftlern in der ehemaligen Sowjetunion; 1984 bis 1996 war er im Komitee für Menschenrechte der New York Academy of Sciences.
Er war im Committee of Concerned Scientists (CCS) aktiv: 1990 gründete er zusammen mit Joseph Birman das Program for Refugee Scientists des CCS und bis zu seinem Tod war im Beirat des CCS.
Hohenberg war Mitglied der American Academy of Arts and Sciences, der National Academy of Sciences (ab 1989), der American Philosophical Society (ab 2014) und der New York Academy of Sciences. 1990 erhielt er den Fritz London Memorial Prize, 1999 die Max-Planck-Medaille und 2003 den Lars-Onsager-Preis der APS.
Hohenberg formulierte 1964 mit Walter Kohn das Hohenberg-Kohn-Theorem im Zuge ihrer Arbeit über Dichtefunktionaltheorie. Bekannt wurde er vor allem für seine Untersuchungen der Theorie dynamischer (also zeitlich veränderlicher) kritischer Phänomene nahe Phasenübergängen in den 1960er und 1970er Jahren. Er arbeitete dabei mit Bertrand Halperin und Ernest Ma in der Anwendung der Methode der Renormierungsgruppe zusammen. Außerdem arbeitete er über hydrodynamische Instabilitäten (mit J. B. Swift) und Musterbildung in Nicht-Gleichgewichtssystemen. Unabhängig von Mermin und Wagner bewies er 1967 die Unmöglichkeit der spontanen Brechung kontinuierlicher Symmetrien in einer und zwei Dimensionen.